# Hermunde
Hermunde (llamada oficialmente San Pedro de Hermunde) es una parroquia y una aldea española del municipio de Pol, en la provincia de Lugo, Galicia.

## Organización territorial
La parroquia está formada por seis entidades de población:

### Entidades de población
Entidades de población que forman parte de la parroquia:
- Adrado (O Adrado)
- Castro (Castro de Hermunde)
- Forxán
- Hermunde
- Lourixe

### Despoblado
Despoblado que forma parte de la parroquia:
- Veiga da Campa

## Demografía

### Parroquia
| Gráfica de evolución demográfica de Hermunde (parroquia) entre 2000 y 2020 |
|                                                                            |
| Datos según el nomenclátor publicado por el INE.                           |

### Aldea
| Gráfica de evolución demográfica de Hermunde (aldea) entre 2000 y 2020 |
|                                                                        |
| Datos según el nomenclátor publicado por el INE.                       |